# Secret Story (Pays-Bas)
Cet article concerne la version néerlandaise de Secret Story. Pour la version française, voir Secret Story.
Secret Story est une émission de télévision de télé réalité originaire de France diffusée dans plusieurs pays européens notamment aux Pays-Bas où elle est présentée par Renate Verbaan et Bart Boonstra. Elle est diffusée sur NET 5 du 13 février 2011 au 12 mai 2011. La gagnante se prénomme Sharon.

## Secrets
Lors de cette saison, les secrets des candidats sont :
- J'ai joué dans un film de Bollywood ;
- J'ai survécu à un tsunami ;
- J'ai été sans-abri ;
- Notre relation est un mensonge ;
- J'ai eu une romance avec un médaillé d'or olympique ;
- Je suis un chevalier ;
- J'ai eu une réduction mammaire ;
- Je suis millionnaire ;
- Je suis une reine du bingo ;
- J'ai pris des stéroïdes ;
- Je suis perceur professionnel ;
- J'ai grandi dans un orphelinat ;
- Je suis somnambule ;
- Je suis surdouée.

## Audiences
Le dimanche 13 février 2011, 541 000 téléspectateurs soit 7,6 % ont suivi l'émission de lancement.